# Rekkeswinth
Rekkeswinth (? – 1. září 672 Valladolid) byl vizigótský král Hispánie, Septimánie a Galicie v letech 649–672.
Z počátku vládl společně se svým otcem Chindaswinthem, po smrti otce v roce 653, vládl Vizigótské říši do roku 672. V těchto letech prožilo království Vizigotů 19 roků bez bojů a válek, s výjimkou krátkého povstání ve Vasconu vedeného gotským vůdcem Froyou. Toto povstání Rekkeswinth velmi tvrdě potlačil a než Froyu chytil a zabil, způsobil velká zvěrstva mezi obyvateli.
Počátkem roku 654 vyhlásil nové zákony, kterými nahradil Alarichův breviář. Položil základy vizigótského obecného práva. V obecných zákonech zakázal základní židovské praktiky, včetně mužské obřízky, dietních zákonů, manželských zákonů, obřadů a oslav Pesachu.
Zemřel v roce 672 ve Valladolidu, těsně před prvním arabským nájezdem na provincii Baetica.